# プリニー
プリニー（Prinny）は、日本一ソフトウェアのゲームに登場する架空の生物。『魔界戦記ディスガイア』で初登場し、その後も、同社の多数のゲームや関連商品に登場している。いくつかの例外をのぞき、間島淳司がキャラクターボイスを担当している。英語圏ではグラント・ジョージ（魔界戦記ディスガイア〜ディスガイア インフィニット）が担当しているが、ジョージとウィテンバーグが『魔界戦記ディスガイア4』でも担当しているかどうかは不明である。

## 発案
プレイヤーが思いもしないようなキャラクターを創りだそうと、プリニーは原田たけひとがキャラクターデザインした。彼は動物をベースにキャラクターを創り、最終的にペンギンに似たキャラクターに思い至った。原田の期待以上によく使われることになったキャラクターである。はじめは写実的な外観をしていたが、次第にぬいぐるみのような外観になっていったという。

## 概要
『魔界戦記ディスガイア4』の、とある攻撃技の演出によると、名前の由来はプリニー式噴火からである。
プリニーは小さく、基本的に色は青色である。ポーチを身につけたペンギンのような生物で、体のサイズと不釣り合いな小さなコウモリのような翼がはえている。小さなペグのような脚がついている。そして、口元の近くに縫い目のようなものがある。投げられると衝撃で爆発する。プリニーたちに共通の特徴は、陽気な性格と「ッス」で終わる話し言葉である（英語版では語尾に"dood"をつけて話す）。プリニーの体重は一様ではないが、直立したプリニーの身長は1メートルほどである。プリニーはポーチに隠し持っているナイフ、爆弾その他の武器で攻撃する。ゲーム中で言及されることは稀だが、プリニーは「プリニー・ジュース」と呼ばれる飲料を作る。日本一ソフトウェアアメリカのインタビューによると、プリニー・ジュースは「最も風味豊かで美味なぶどうのように実った新鮮なプリニー」から生産されているとのことである。
『魔界戦記ディスガイア』では、無益な人生を送った人間（例えば泥棒や殺人者、あるいは自殺などの道徳的な罪を犯した者）の魂は、その死の後、プリニーの肉体の内に縫い込まれてしまう。人間の魂は不安定なので、通常のプリニーは投げられるなどして何か強力な力が加わると爆発する。しかし、『ファントム・キングダム』における場合やバールのように、悪魔の魂が入ったプリニーは爆発しない。プリニーとして生まれ変わった後、プリニーは兵士、奴隷、召使として死後の世界や各魔界・天国で働く。プリニーは、そこで善行を積んだり、お金を稼いだりする。やがて、贖罪を終えたプリニーは「赤い月」の晩に死神によって連れて行かれ、死神の鎌によって体を裂かれて魂が抜け出し、救済されて転生し、赤い月における任務から離れる。天国では、プリニーたちはもっぱらメイドや家庭内労働者として働く。彼らはそこで積んだ善行を積み、やがて転生する。死後の世界では、彼らが仕える主によって処遇は異なる。ひどい場合は、少ない給金で非常に過酷な労働の生活を送ることになる。そして、しばしば、主の楽しみのためだけに投げられて爆発する。魔界での彼らの勤務態度は雇い主と、その契約内容や仕事の内容などによってピンキリらしいが、基本的に怠惰であり、目先の欲に釣られてコロッと寝返るのは良くある事である。彼らが死後の世界で稼いだお金は転生のために使われるが、彼ら自身のために使うこともできる模様。『魔界戦記ディスガイア4』では雇い主に出荷される前の地獄のプリニーの様子が見られるが、そこでの彼らの主である現在のプリニー教育係とその執事が有能かつ人徳者であるためか、出荷後の彼らと比べると真面目で主人思いであり、作中ではその教育係の助っ人として出荷された後の魔界中のプリニー達が駆けつけた。
一部のプリニーはプリニーランドで生活する。プリニーランドは彼らの世界であり、そこでは投げられても爆発しない。一部のプリニーは死後の世界での生活から逃れるために、そこに逃げ出す。そこで反逆を起こしては、追放されるプリニーもいる。
他のプリニーが住む土地は修羅の国である。そこでは、プリニーは戦闘に明け暮れており、たまに訪れる者たちを見下して生きている。また、プリニーたちは店舗などの施設を経営している。修羅の国では、プリニーたちは彼らの旧友をみつけることもある。プリニー・カーチスは修羅の国のキャラクターとして登場する。プレイヤーは携帯電話でカーチスを呼び出すことができ、彼を治療するための地球防衛軍の議題を審議することができる（その際、カーチスに許可を得る必要なない）。プリニーたちは、修羅の国で百千もの戦いを繰り広げる戦士を「修羅」と呼んでいる。修羅の国で他の誰より長く生き、その国の支配者となったプリニーがいると噂されている。
『魔界戦記ディスガイア4』によると、プリニーは地獄のプリニー生産工場で生産される。その体であるプリニースーツは腐った牛の皮で作られている。生産されたプリニーはプリニー教育係によって、「ッス」という語尾を付けることも含めたさまざまな教育が施され、天界や魔界へ出荷される。ちなみに、プリニーの仕事その1はトイレ掃除である。プリニー教育係は力を失った魔族が追いやられるような閑職であり、魔族がやりたくない仕事のトップらしい。プリニーの処遇を定めている「プリニー法」は初代魔界大統領が定めたため、改正するには大統領の権限が必要になる。
プリニーは生前の身分に関係なく平等に扱われる。目付きや頭髪など容姿に特徴が出る事があり、生前に強かった者はプリニーになってもそれなりに強いらしい。
プリニーたちは日本一ソフトウェアの主要なゲームタイトルに登場する。
初登場は『魔界戦記ディスガイア』である。プリニーにはランキング制があり、兵卒プリニーからはじまりプリニー神まである。超プリニー（バールのプリニー形態）はプレイヤーは使用することができない。プリニーたちは、通常はエトナの支配下にある。
『魔界戦記ディスガイア2』では、プリニーは暗黒議会に所属しており、パーティーメンバーの罪を審議する（通常、有罪判決が下る）。一般に、暗黒議会で重罪判決を受けることはプレイヤーの利益になる。しかし、何かの理由でそのキャラクターに対する重罪判決を取り消したい場合は、罪を贖うためにプリニーとして転生しなくてはならない。なお、多くの他のプリニーと異なり、プリニー神はステータス異常への免疫をもっていない。
『魔界戦記ディスガイア3』では、DLCとして「ヒーロープリニー」という特別なプリニーが登場する。ヒーロープリニーは、自分は『プリニー 〜オレが主人公でイイんスか?〜』からゲスト出演していると主張しているが、マオはそれを信じていない。最終的に、マオはヒーロープリニーを倒して捕獲し、ヒーローに改造する（その後、ヒーロープリニーはプレイヤーキャラとして使用可能となる）。
PlayStation Portableソフト『プリニー 〜オレが主人公でイイんスか?〜』では、プリニーは主役となる。
『ファントム・キングダム』では、プリニーたちは、人間の魂ではなく悪魔の魂ももっているとされる。彼らは、別次元にあるラスカンの工場で発明家の悪魔によって創られる。『ファントム・キングダム』でプリニーを創り出すためには、はじめにプレイヤーは聖書を手にプリニーを創ることを願わなければならない。これにより、最初のクラスのプリニーが利用可能となる。成長につれ、プリニーが利用可能な武器はショベルやレンチなどに広がっていく。また、プリニーたちは投げられても爆発しない。
『ファントム・ブレイブ』に登場するプリニーたちは、サブクラスシステムはないが、すべての武器を使用することができる。しかし、物語中での役割は小さい。プリンガーXは、最後のボーナスステージチャレンジに登場する。ファントム・ブレイブでのプリニーは爆発するが、プリニー自体は無傷である。
『パイロットウイングス』に似たゲーム『トリノホシ 〜Aerial Planet〜』に登場するエアボーンプリニーは、タイトルに「日本一フレーバー」を追加する。
ロールプレイングゲームの『クロスエッジ』では、プリニーとエトナが登場する。
彼らは『トリニティ・ユニバース』（アイディアファクトリーと日本一ソフトウェア、ガストのコラボレーション作品）にも登場する。日本一ソフトウェアからの登場キャラクターには、エトナやフロンだけでなくプリニーも含まれる。
コラボレーションRPG『超次元ゲイム ネプテューヌmk2』では、特別な攻撃時に巨大プリニーが登場する。ゲーム中、登場人物のニサ（日本版では日本一ソフトウェアによって命名された）は、敵に無数のくないを投げ、続けて巨大プリニーを投げる。その結果、核爆弾のような爆発が起こる。ニサはプリニーに似たデザインをしている。
プリニーはまた、『洞窟物語』のリメイク版である『洞窟物語3D』（アメリカでは日本一ソフトウェアのアメリカ法人NIS Americaが販売している）においてゲームをコンプリートすると、アンロックされて使用可能となる。

## その他のメディア
プリニーは、2006年9月4日のコミック・ストリップ「ペニー・アーケード」に登場する。また、プリニーは、フレッド・ペリーのレベルアップ・コミック・シリーズにも、復活キャラクターとして登場する。
2014年の第4節から日本一ソフトウェアがFC岐阜のブロンズパートナーになったのを機に、期間限定で同チームの応援マスコットとなった。
2018年からは、日本一ソフトウェアが本社所在地の各務原市にある市営施設で命名権を取得し、5つの施設でプリニーを用いた名称を冠している。名称はそれぞれ、プリニーの総合体育館（各務原市総合体育館）・プリニーの野球場（各務原市民球場）・プリニーの文化会館（各務原市民文化会館｝・プリニーの市民会館（各務原市民会館）・プリニーの文化ホール（各務原市文化ホール）となった。

## 販促
プリニーは魔界戦記ディスガイアシリーズのマスコットとみなされており、年に一度開催される日本一ソフトウェアのティプシー・プリニー報道イベントにも登場する。2008年6月5日にサンフランシスコのゼブロン・バーで開催された第3回イベントでは、緑のプリニーが階段の手すりや照明からぶら下げられた。
日本一ソフトウェアのECサイトでは、様々なタイプのプリニーのぬいぐるみなどの商品が販売されている。また、日本において、日本一ソフトウェアはプリニーに関する多くの商品を販売している。プリニー 〜オレが主人公でイイんスか?〜の発売にあたっては、秋葉原でコスプレのキャラクターを動員して、販促を行った。魔界戦記ディスガイア 魔界の王子と赤い月の予約特典にはプリニーをデザインしたスタイラスが付属した。加えて、PlayStation 3のPlayStation Home用の4種類のプリニーのアバター（ディスガイアに登場する特徴のあるプリニーがモデル）が販売された。
FC岐阜のホームゲームにも出没しており、岐阜サポーター及びゲームファンにも愛されている。そして前述の通り、応援マスコットとして参加するに至っている。

## 評価
プリニーは魔界戦記ディスガイアシリーズにおいて最も特筆すべきキャラクターのひとつとして描かれている。 RPGamerはプリニーを「ディスガイアで愛されるペンギンのマスコット」と評している。一方で、Wired.comは「惚れ惚れするほど不機嫌」と評している。IGN編集者のデーブ・マッカーシーは、プリニーを例に挙げて、魔界戦記ディスガイア3におけるユーモアを称賛した。プレイステーション公式マガジンにおける新着ゲームの批評では、クリス・ハダックは「あなた自身が創ったキャラクター（プリニー）以上に、世界中のゲーマーの冷めた心を温めるキャラクターはあるだろうか」評した。加えて、プリニーと他のゲームのマスコットキャラクター（マリオ、ソニック・ザ・ヘッジホッグ、ドラゴンクエストシリーズのスライムなど）とを詳細に比較した。PSX Extremeは「魔界戦記ディスガイアシリーズにおいて、最も広く知られ、好奇心をそそられ愛されるキャラクターのひとつだ」と記述している。ウェブコミックのプリニー・アーケードは、魔界戦記ディスガイア2の発売を告知するため、プリニーを登場させた。加えて以下のようなコメントがある。「ペンギンは偉大な父であると聞いたことがあるだろう。ガッデム・ペンギンの映画を見て知ったことがあるだろう。恐ろしい生き物に遭遇したとき、たったひとつ頼りになることがある。それは尻尾を向けて降参することだ。」ゲームレーダーは、過去10年の25のベスト新キャラクターのひとつにプリニーを挙げている。「傷つくことのない弱虫のプリニー」の軍隊を作るという「心温まる哀れさ」は、ロールプレイングゲーム史上における偉業のひとつだと記述している。彼らはまた、実現不可能なゲームキャラクターのひとつとしてプリニーを挙げており、プリニーを「信じられないほどバカ」と評している。